# Sign of the Winner
Sign of the Winner är det franska power metal-bandet Heavenlys andra studioalbum, utgivet i september 2001 på T&T Records och i Japan på Victor i november samma år.
Banduppställningen hade genomgått betydande förändringar sedan släppet av debutalbumet. Basisten Laurent Jean och gitarristen Chris Savourey hade lämnat bandet och ersatts av Pierre-Emmanuel Pélisson respektive Charley Corbiaux och Frédéric Leclercq. Alex Beyrodt (Silent Force, Primal Fear) bidrog med gitarrspel.

## Låtlista
1. "Break the Silence" (instrumental) – 4:01
2. "Destiny" – 6:59
3. "Sign of the Winner" – 4:05
4. "The World Will Be Better" – 6:54
5. "Condemned to Die" – 6:15
6. "The Angel" – 2:06
7. "Still Believe" – 5:02
8. "The Sandman" – 4:43
9. "Words of Change" – 5:06
10. "Until the End" – 8:52

Bonusspår på den japanska utgåvan
1. "Lonely Tears" – 4:50

## Medverkande
Musiker
- Ben Sotto – sång, keyboard
- Charley Corbiaux – gitarr
- Frédéric Leclercq – gitarr
- Pierre-Emmanuel Pélisson – basgitarr
- Maxence Pilo – trummor

Bidragande musiker
- Alex Beyrodt – gitarr

Produktion
- Tommy Hansen – producent
- Maxence Pilo – inspelningstekniker
- Ben Sotto – inspelningstekniker
- Hervé Monjeaud – omslagskonst
- Jo Kirschherr – foto